# Colonia la Lagunilla
Colonia la Lagunilla är en ort i Mexiko, tillhörande kommunen Capulhuac i delstaten Mexiko, i den centrala delen av landet. Orten hade 211 invånare vid folkräkningen 2010.